# Província d'Imbabura
Imbabura és una de les 22 províncies de l'Equador. Situada al nord de Quito, se la coneix com la "província dels llacs", a causa de la gran quantitat de llacs (més de 400) que s'hi han format. La província rep el nom del volcà Imbabura. La capital és Ibarra, té 335.000 habitants i una superfície de 4.559 km².
És especialment important la producció d'artesania dels indígenes de la zona d'Otavalo, localitat on se celebra un important i turístic mercat setmanal. Hi destaquen la Reserva Ecològica de Cotacachi-Cayapas, on es troba el volcà Cotacachi i el llac de Cuicocha, les llacunes de Mojanda i el llac de Yahuarcocha, que rep el nom d'una batalla entre els inques i els caranquis pel domini del territori al segle xv (yahuar significa "sang" en quítxua).
La província consta de sis cantons (la localitat principal entre parèntesis):
- Antonio Ante (Atuntaqui)
- Cotacachi (Cotacachi)
- Ibarra (Ibarra)
- Otavalo (Otavalo)
- Pimampiro (Pimampiro)
- San Miguel de Urcuquí (Urcuquí)